# Live at the Eventim Apollo Hammersmith 2017
Live at the O2 Apollo Manchester 2017 è un album live della cantautrice statunitense Anastacia.

## Tracce
Download digitale
1. Army of Me
2. Sick and Tired
3. Stupid Little Things
4. Paid My Dues
5. Cowboys & Kisses
6. In Your Eyes
7. Welcome to My Truth + Lifeline
8. Heavy on My Heart
9. Pieces of a Dream
10. You'll Never Be Alone
11. I Belong to You
12. Funk Medley / Not That Kind
13. Why'd You Lie to Me
14. Steve’s Drum Solo
15. Best of You
16. I Do
17. I'm Outta Love
18. Aria / Left Outside Alone
19. One Day in Your Life

Versione fisica (CD 1)
1. Army Of Me
2. Sick and Tired
3. Stupid Little Things
4. Paid My Dues
5. Cowboys & Kisses
6. In Your Eyes
7. Welcome To My Truth + Lifeline
8. Heavy On My Heart
9. Pieces Of A Dream
10. You’ll Never Be Alone
11. I Belong To You

Versione fisica (CD 2)
1. Funk Medley / Not That Kind
2. Why’d You Lie To Me
3. Steve’s Drum Solo
4. Best Of You
5. I Do
6. I’m Outta Love
7. Aria / Left Outside Alone
8. One Day In Your Life